# Antônio Almeida
Antônio Almeida is een gemeente in de Braziliaanse deelstaat Piauí. De gemeente telt 3.267 inwoners (schatting 2009).